# Momotus coeruliceps
Momotus coeruliceps — вид сиворакшоподібних птахів родини момотових (Momotidae).

## Поширення
Ендемік Мексики. Трапляється у вологих лісах на північному сході країни.

## Опис
Тіло завдовжки 38-43 см. Птах стрункої статури. Хвіст довгий, ступінчастий, синього кольору. Два кермових пера видовжені і закінчуються «прапорцями». Спина, крила і хвіст забарвлені в зелений колір. Черево та груди світло-зеленого кольору. Верхня частина голови блакитна. Лицьова маска чорна. Очі червоні. Дзьоб чорний і міцний. Статевий диморфізм не виражений.

## Спосіб життя
Живе під пологом дощового лісу, трапляється також на плантаціях і садах. Живиться комахами, дрібними хребетними, рідше плодами. Гнізда облаштовує у норах. У гнізді 3-4 білих яйця.